# Tarbiévskaia
Tarbiévskaia (en rus: Тарбиевская) és un poble de la República de Komi, a Rússia, segons el cens del 2010 tenia 28 habitants.